# 鈴木和徳
鈴木 和徳（すずき かずのり、1982年12月14日 - ）は、日本の俳優。広島県出身。アールジュー所属。
俳優として映像、舞台、殺陣など幅広く活動する傍ら、加藤健一、宮本亜門、鵜山仁などの舞台で演出部として多数の舞台に参加。
現在は、殺陣パフォーマンスなど武道家としての活動にも力を入れている。 

## 略歴
- 2006年　加藤健一事務所 俳優養成所 入所
- 2009年　加藤健一事務所 俳優養成所 卒業
- 2009-2016年　俳優として映像、舞台、殺陣など幅広く活動する傍ら、加藤健一氏、宮本亜門 氏、鵜山仁氏、などの舞台で演出部として多数の舞台に参加
- 2017年　チェコ×日本合同企画 「ゴーレム」座高円寺にて パフォーマーとして参加
- 2018-2019年　チェコ共和国にて、「チェコの伝統×日本の伝統」としてストリート、劇場、学校等で殺陣パフォーマンスを行う。チェコにて「泣いた赤鬼」を殺陣とアクションとマリオネットを交え上演
- 2019年　金沢音楽堂にて、「オーケストラ×殺陣」に殺陣師として参加
- 2020年　日光江戸村にてアクションパフォーマンスに参加
- 2021年　日本舞踊×殺陣 鼓舞刀塾公演 「化け蜘蛛」殺陣師として参加
- 2021年　地域密着型の殺陣を目指し、練馬区にて社会人等に殺陣教室を開催

## 出演

### 再現ドラマなど
- タイムスクープハンター(NHK）
- ノンストップ

### CM
- DAIHATSU
- スーモ
- PILOT
- radiko
- ゼノール
- Microsoft